# My Best Friend Is You
| Совокупная оценка    | Совокупная оценка |
| Источник             | Оценка            |
| -------------------- | ----------------- |
| Metacritic           | 69                |
| Оценки критиков      |                   |
| Источник             | Оценка            |
| Allmusic             | [ 2 ]             |
| Entertainment Weekly | (B+)              |
| Drowned In Sound     | (7/10)            |
| The Guardian         | [ 5 ]             |
| The Irish Times      | (favorable)       |
| Mojo                 | [ 7 ]             |
| NME                  | (7/10)            |
| Pitchfork Media      | (7.8/10)          |
| Q                    | [ 7 ]             |
| Uncut                | [ 7 ]             |

My Best Friend Is You — второй студийный альбом певицы Kate Nash, выпущенный 19 апреля 2010 года. Первым синглом с альбома стала песня «Do-Wah-Doo», релиз которой состоялся на неделю раньше альбома — 12 апреля и дебютировал в британском чарте синглов на 15-м месте. В начале года был выложен для бесплатного скачивания на официальном сайте трек «I Just Love You More». Сначала пластинку планировали назвать Crayon Full Of Colour, однако название было изменено на My Best Friend Is You. За несколько дней до выхода альбома был выложен би-сайд со свежеиспеченного сингла под названием «Grrrilla Munch».

## Список композиций
1. Paris [03:06]
2. Kiss That Grrrl [03:43]
3. Don’t You Want To Share The Guilt? [05:06]
4. I Just Love You More [03:05]
5. Do-Wah-Doo [02:33]
6. Take Me To A Higher Plane [03:21]
7. I’ve Got A Secret [02:39]
8. Mansion Song [03:23]
9. Early Christmas Present [03:10]
10. Later On [03:36]
11. Pickpocket [03:21]
12. You Were So Far Away [03:28]
13. I Hate Seagulls (включает в себя скрытый трек My Best Friend Is You) [08:49]

## Бонус-треки
1. R n B Side [--:--]